# Reichsmünzfuß
Der Reichsmünzfuß ist ein offiziell für die allgemeine Anwendung beschlossener Münzfuß für das Heilige Römische Reich. Für unterschiedliche Münzsorten wurden unterschiedliche Reichsmünzfüße festgelegt.

## Vorgeschichte
Nachdem Karl der Große die erfolgreiche karolingische Münzreform eingeführt hatte, führte das hochmittelalterliche Interregnum zum Zusammenbruch der kaiserlichen Münzhoheit. Auf dem Reichstag zu Eger 1437 wurde eine frühe Form der Reichsmünzordnung beratschlagt und erste Festlegungen in Richtung auf einen Reichsmünzfuß getroffen. So wurde bestimmt, dass reichsweit gültige Goldmünzen ausschließlich mit einem Feingehalt von 19 Karat (771,6⁄1000) zu prägen seien. Für Silbermünzen wurden damals keine quantitativen Bestimmungen getroffen.
Die Reichstage von 1438 und 1442 unter Kaiser Friedrich III. bestätigten die Bestimmungen von Eger. Auf dem Reichstag zu Worms 1495 wurde ein formaler Reichsmünzfuß für die Goldmünzen festgelegt, aber nicht abschließend beschlossen. Nach Vorbild der Goldgulden der vergangenen Jahre des Rheinischen Münzvereins sollen aus 1 ½ kölnischen Mark rauh, d. h. bereits legiert, 107 Stücke geprägt werden. Die Feinheit der zum Prägen eingesetzten Goldlegierung solle auf 19 Karat 6 Grän (812,5⁄1000) gestellt werden. Der Feingoldgehalt hätte 2,66 g betragen.

## Beispiele

### Goldgulden, 1524
Zu seiner Wahl als Kaiser hatte Karl V. versprochen, das Münzwesen dauerhaft zu ordnen. Nach Beratungen ab 1521 erließ das zweite Reichsregiment in Vertretung des Kaisers am 10. November 1524 die erste deutsche Reichsmünzordnung in Esslingen. Der Reichsmünzfuß für Goldgulden zu 22 Karat Feingehalt (916,7⁄1000) betrug 89 Stück aus der feinen kölnischen Mark zu 22 Karat (Feingewicht: 2,41 g).

### Reichsgulden, 1524
Erstmals wurde in der Esslinger Reichsmünzordnung auch ein allgemeiner Münzfuß für große Silbermünzen eingeführt. Hintergrund war die erfolgreiche Einführung von Silbermünzen, die im Metallwert dem Goldgulden entsprechen sollten. Das Wertverhältnis stand damals bei etwa 1:11. Den Anfang hatte der Tiroler Guldiner gemacht (ab 1486); ab 1500 folgte der in Annaberg/Frohnau und wahrscheinlich auch in Wittenberg geprägte erste Sächsische Guldengroschen, später Klappmützentaler genannt. Ein Sächsischer Guldengroschen enthielt 27,40 g Feinsilber, da aus einer rauhen kölnischen Mark zu 15 Loth (937,5⁄1000) acht Münzen geschlagen werden sollten. 1505 gab es eine Verschlechterung der Feinheit auf 14 Loth 16 Grän (930,6⁄1000). Nach diesem Münzfuß wurden dann im nordböhmischen Joachimstal ab 1519 große Mengen des Joachimstaler Guldengroschens geprägt (27,20 g Feinsilber). Der Erfolg dieser Prägung war so groß, dass sich für diese Art Münzen der Kurzname Thaler entwickelte, der sich dann insgesamt für große Silbermünzen auch international etablierte (siehe auch Taler, Rigsdaler, Speciestaler, Dollar).
In der Esslinger Münzordnung wurde als Reichsmünzfuß für eine Reichsgulden genannte Silbermünze bestimmt, dass aus einer rauhen Kölner Mark Silber acht Münzen mit einer Feinheit von 15 Loth (937,5⁄1000) auszubringen seien. Der Gehalt an Feinsilber lag damit jedoch bei 27,4 g, d. h. 0,2 g höher als der Gehalt der bereits in großen Mengen umlaufenden älteren sächsischen und Joachimstaler Guldengroschen. Dieser Reichsmünzfuß setzte sich daher nicht durch.

### Reichstaler 1566
Der für die kommenden Jahrzehnte wichtigste Reichsmünzfuß war Teil der Augsburger Reichsmünzordnung von 1559 und wurde auf dem Reichstag 1566 in Augsburg beschlossen. Es mussten danach weiter 8 Münzen aus einer rauhen kölnischen Mark Silber geschlagen werden; die Feinheit wurde aber auf 14 Loth 4 Grän (888,9⁄1000) reduziert. Dieser Münzfuß ist identisch mit der Prägung von 9 Münzen aus der feinen kölnischen Mark, da sich in beiden Fällen ein Gehalt an Feinsilber von 25,98 g ergibt (9-Taler-Fuß).